# Basicladus celibata
Basicladus celibata är en fjärilsart som beskrevs av Jones 1922. Basicladus celibata ingår i släktet Basicladus och familjen säckspinnare. Inga underarter finns listade i Catalogue of Life.